# Nuevo Comalcalco
Nuevo Comalcalco är en ort i Mexiko.   Den ligger i kommunen Candelaria och delstaten Campeche, i den sydöstra delen av landet, 900 km öster om huvudstaden Mexico City. Nuevo Comalcalco ligger 80 meter över havet och antalet invånare är 272.
Terrängen runt Nuevo Comalcalco är platt, och sluttar västerut. Runt Nuevo Comalcalco är det glesbefolkat, med 11 invånare per kvadratkilometer. Närmaste större samhälle är Miguel de la Madrid, 17,3 km söder om Nuevo Comalcalco. I omgivningarna runt Nuevo Comalcalco växer i huvudsak lövfällande lövskog.